# Elachistocleis pearsei
Elachistocleis pearsei là một loài ếch trong họ Nhái bầu. Loài này được tìm thấy ở Colombia, Panama, và Venezuela. Chúng không bị đe dọa tuyệt chủng.
Các môi trường sống tự nhiên của chúng là các khu rừng ẩm ướt đất thấp nhiệt đới hoặc cận nhiệt đới, xavan ẩm, và đầm nước ngọt có nước theo mùa. Loài này đang bị đe dọa do mất môi trường sống.

## Hình ảnh

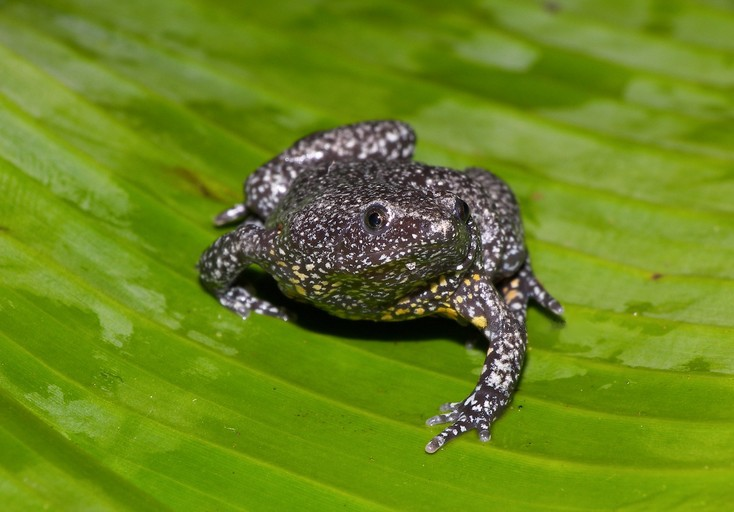